# Ben Foden
Benjamin James "Ben" Foden (Chester, Inglaterra, 22 de julho de 1985) é um modelo e jogador de rugby britânico.
Ben estreou no Sale Sharks com 19 anos de idade, no início ele jogava como scrum-half. Em 2008, foi contratado pelo clube Northampton Saints e passou a jogar como wing. Eles disputaram a Copa Mundial de Rugby mas foram eliminados nas quartas de finais por Les Bleus.